# Шиловский, Всеволод Николаевич
Все́волод Никола́евич Шило́вский (род. 3 июня 1938 года, Москва, СССР) — советский и российский актёр, режиссёр, сценарист, педагог; народный артист РСФСР (1986).

## Биография
Отец, Николай Владимирович Шиловский, окончил консерваторию по классу композиции и Военно-инженерную академию имени Н. Е. Жуковского, руководил авиационным заводом, был начальником станции Северного морского пути Тикси. Участник Великой Отечественной войны
Во время Великой Отечественной войны Всеволод с матерью находились в эвакуации в Казани, мама работала на авиамоторном заводе.
Окончил Школу-студию МХАТ (1961, курс А. М. Карева). В 1961—1987 годах совмещал активную съёмочную деятельность с работой во МХАТе. С 1987 года сосредоточился исключительно на кинематографе, в некоторых фильмах выступая также в качестве режиссёра.
Является руководителем актёрской мастерской во ВГИКе.
Участвовал в программе «Белый попугай».
С 2008 года — президент кинофестиваля «Золотой Феникс».
В 2014 году — ведущий поэтической телепрограммы «СтихиЯ» на телеканале «ТВ Центр».

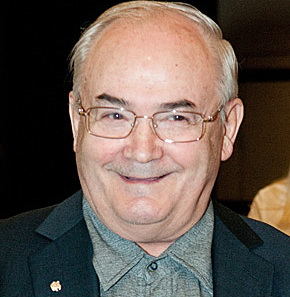
Всеволод Николаевич Шиловский на презентации фильма «Мастер и Маргарита» Юрия Кары, апрель 2011 года

## Театр-студия Всеволода Шиловского
В 2017 году Шиловский создал свой театр-студию, 3 июня 2023 года театр обрёл постоянную площадку по адресу улица Петровка, 17, строение 2.

## Семья
Первая жена — Евгения Уралова (1940—2020), актриса, заслуженная артистка РФ (1994).
Вторая жена — Нина Семёнова-Шиловская (1945—2008), актриса. Сын — Илья Шиловский (1970—2021), российский кинорежиссёр и сценарист.
Внучка — Аглая Шиловская (род. 1993), актриса.
Третья жена — Наталья Киприяновна Цехановская, музыкант. Сын — Павел (род. 1974), кинопредприниматель.

## Признание и награды
- Орден «За заслуги перед Отечеством» III степени (20 декабря 2021 года) — за большой вклад в развитие отечественной культуры и искусства, многолетнюю плодотворную деятельность.[7]
- Орден «За заслуги перед Отечеством» IV степени (13 февраля 2006 года) — за большой вклад в развитие киноискусства и многолетнюю творческую деятельность.[8]
- Орден Почёта (20 января 2015 года) — за большие заслуги в развитии отечественной культуры и искусства, телерадиовещания и многолетнюю плодотворную деятельность.[9]
- Орден Дружбы (29 июля 1997 года) — за заслуги перед государством, большой вклад в укрепление дружбы и сотрудничества между народами, многолетнюю плодотворную деятельность в области культуры и искусства.[10]
- Народный артист РСФСР (1986).
- Заслуженный артист РСФСР (1980).
- Почётная грамота Президента Российской Федерации (29 июня 2018 года) — за заслуги в развитии отечественной культуры и искусства, многолетнюю плодотворную деятельность.[11]
- Нагрудный знак РФ «За вклад в российскую культуру» (2018, Министерство культуры Российской Федерации).[12]
- Лауреат 12-й Российской национальной актёрской премии «Фигаро» имени Андрея Миронова (2022).
- Приз за лучшую мужскую роль второго плана на II Международном фестивале актёров кино «Стожары» в Киеве (30 августа — 7 сентября 1997 года) — за исполнение роли шефа в художественном фильме «Барханов и его телохранитель» режиссёра Валерия Лонского.

## Театральные работы

### Роли в театре
- 1961 — «Хозяин» Л. Соболева) — Богатырёв
- 1961 — «Безумный день, или Женитьба Фигаро» П.—О. Бомарше — Керубино
- 1962 — «Синяя птица» М. Метерлинка — Кот
- 1962 — «Кремлёвские куранты» Н. Ф. Погодина — беспризорник
- 1963 — «Бронепоезд 14-69» Вс. Иванова — Миша
- 1966 — «Утоление жажды» по роману Ю. Трифонова — Бяшим
- 1966 — «На дне» М. Горького — Костылёв
- 1970 — «Село Степанчиково и его обитатели» по повести Ф. М. Достоевского — Обноскин
- 1973 — «На всякого мудреца довольно простоты» по повести А. Н. Островского — Григорий, человек Турусиной

### Режиссёрские работы в театре
- 1973 — «На всякого мудреца довольно простоты» А. Н. Островского (совм. с В. Я. Станицыным)
- 1975 — «Сладкоголосая птица юности» Т. Уильямса
- 1977 — «Мятеж» по роману Д. Фурманова
- 1978 — «Тихо! Репетируем Толстого» И. Менджерицкого (спектакль не был показан)
- 1981 — «Волоколамское шоссе» по роману А. Бека
- 1985 — «Бои имели местное значение» по В. Л. Кондратьеву

## Фильмография

### Актёрские работы
- 1965 — Наш дом — пассажир автобуса
- 1968 — Случай из следственной практики — Яков Григорьевич Фомич
- 1969 — Директор — Пташкин
- 1969 — Строгая девушка — Малашкин
- 1972 — День за днём — Жора, бывший муж Лёли
- 1973 — Назначение — эпизод
- 1977 — Судьба — Ганс, немецкий солдат
- 1977 — Встреча на далёком меридиане — американский учёный
- 1977 — Следствие ведут ЗнаТоКи. Любой ценой — Семён Холин, старший брат Вадима
- 1979 — Белая тень — Визир
- 1980 — Молодость. Выпуск 3 (киноальманах) — Аркадий Михайлович Воскобойников
- 1981 — Синдикат-2 — Евгений Сергеевич Шевченко, начальник контрразведки Бориса Савинкова
- 1981 — Бедная Маша — Фёдор Фёдорович Прибылёв
- 1981 — Валентина — Иннокентий Степанович Мечеткин, бухгалтер
- 1981 — Любимая женщина механика Гаврилова — Паша, фотограф
- 1981 — Портрет жены художника — Митрофаныч («Колумб»), завхоз пансионата
- 1982 — Влюблён по собственному желанию — Коля
- 1982 — Голос — Кольчужников, оператор
- 1982 — Никколо Паганини — Джоаккино Антонио Россини
- 1982 — Профессия — следователь — Юрий Николаевич (начальник Губанова)
- 1983 — Военно-полевой роман — Гриша, бывший ухажёр Любы
- 1983 — Скорость — Сергей Трофимович Левко, преподаватель сопромата
- 1983 — Подросток — Тушар
- 1983 — Гори, гори ясно… — Иван Колчин
- 1983 — Торпедоносцы — Артюхов, гвардии старшина, авиамеханик
- 1983 — Среди тысячи дорог — редактор
- 1984 — Выигрыш одинокого коммерсанта — Серафино
- 1984 — Две версии одного столкновения — Жигалов
- 1984 — Счастливая, Женька! — сосед
- 1984 — Капитан Фракасс — маркиз де Брюйер
- 1985 — Грядущему веку — Альфредо Гратиотти
- 1985 — Как стать счастливым — главный редактор
- 1985 — Кармелюк — художник Василий Андреевич Тропинин
- 1985 — Подвиг Одессы — контр-адмирал Гавриил Васильевич Жуков
- 1986 — Без срока давности — Зевс Иванович Скачков
- 1986 — Исключения без правил (новелла «Голос») — начальник главка
- 1986 — Ягуар — майор
- 1987 — Апелляция — Андрей Андреевич Пастухов
- 1987 — Этот фантастический мир (двенадцатый выпуск «С роботами не шутят») — Митчел
- 1987 — Избранник судьбы — Наполеон Бонапарт
- 1988 — Полёт птицы — Сергей Тархунский
- 1988 — Жизнь Клима Самгина — Захар Петрович Бердников, делец
- 1988 — Работа над ошибками — Челышев
- 1988 — Узник замка Иф — Гаспар Кадрусс
- 1989 — Светлая личность — Авель Александрович Доброгласов
- 1989 — Интердевочка — Николай Платонович Зайцев, отец Тани Зайцевой
- 1989 — Смиренное кладбище — Геннадий Носенко, начальник кладбища
- 1990 — Аферисты — «Маруся» / Сидор Поликарпович
- 1990 — Дезертир — «Папа», бандит
- 1990 — Это мы, Господи! — генерал-майор Переверзев
- 1991 — Высший класс — Сергей Сергеевич, представитель спецслужбы
- 1991 — Линия смерти — талантливый стеклодув-киллер Сергей Сергеевич Никольский
- 1992 — Давайте без фокусов! — Иван Петрович, предисполкома
- 1993 — Я никуда тебя не отпущу
- 1994 — Приговор — Тед Талбот
- 1996 — Барханов и его телохранитель — шеф
- 1997 — Всё то, о чём мы так долго мечтали — «Хозяин», смотрящий в тюрьме
- 1999 — Каменская — полковник Александр Евгеньевич Павлов
- 1999 — Операция «Коза» / Operacja Koza — генерал «бывшего КГБ»
- 2000 — Ростов-папа — Коля Пичугин, депутат
- 2000 — Марш Турецкого — генеральный прокурор Российской Федерации (1 сезон)
- 2000 — Игра в любовь — режиссёр
- 2000 — Артист и мастер изображения — босс
- 2000 — 2001 — Дальнобойщики (девятнадцатая серия «Далеко от Москвы») — Афанасий Петрович, директор винбазы (первый сезон)
- 2001 — Люди и тени. Секреты кукольного театра — Вадим Чепрасов
- 2001 — Подозрение — начальник милиции
- 2001 — Сыщики (серия «Дом, где исчезают мужья») — Эвклид, сумасшедший изобретатель
- 2001 — Идеальная пара — Евгений Николаевич Ширяев, мэр-взяточник
- 2003 — Смеситель — Борис Борисович
- 2003 — Другая жизнь — Владимир
- 2003 — Лучший город Земли — кинорежиссёр
- 2003 — Сыщик без лицензии — Борис Ратушинский
- 2003 — Чёрная метка — Mихаил Cергеевич Горбачёв
- 2004 — Родственный обмен — директор Дома кино
- 2004 — Стилет 2 — Колесников
- 2005 — Попса — Ефим Ильич Ракитин, престарелый поэт-песенник
- 2005 — Две судьбы 2 — Виталий Михеевич Слепнёв, отец Кирилла
- 2005 — Две судьбы 3 — Виталий Михеевич Слепнёв, отец Кирилла
- 2005 — Риэлтор — Влад, продюсер
- 2006 — Секретные поручения — Вал Валыч
- 2006 — День денег — антиквар
- 2006 — Конец света — начальник Помидоров
- 2007 — Игра слов. Переводчица олигарха — Полесов, коллекционер жуков
- 2007 — Жизнь врасплох — Сидор Камилович
- 2007 — Трюкачи — камео
- 2008 — Второе дыхание — Драч, криминальный антиквар
- 2008 — Я не я — Константин Куролапов
- 2008 — Воротилы. Быть вместе — Иван Самойлович Кольцов, губернатор
- 2008 — Кровные узы — Николай Ушаков
- 2009 — Прощальное дело / L’affaire Farewell (Франция) — Михаил Горбачёв
- 2009 — Дом с сюрпризом — дядя Юра
- 2010 — Банщик Президента, или Пасечники Вселенной — Банщик Президента
- 2010 — Борцу не больно — Сан Саныч, директор клуба
- 2010 — Естественный отбор — Николай Трофимович Походин
- 2010 — Жила-была одна баба — отец Еремей, священник
- 2011 — Хитровка
- 2011 — Заложники любви — Оскар Борисович Пандера
- 2011 — Жизнь и приключения Мишки Япончика — Лев Яковлевич Барский
- 2012 — Санта Лючия — Олег Пожаев
- 2014 — Дело чести — Виктор Павлович Кабзистый, криминальный авторитет
- 2014 — Чудотворец — Илья Игоревич Губер
- 2014 — Верю не верю — Семён Аркадьевич Силантьев, бдительный свидетель
- 2016 — Выйти замуж за Пушкина — Альберт Леонидович
- 2017 — Любовь и Сакс — Арсюша Дормидошин, президент компании
- 2020 — Гардемарины 1787. Мир — посол Российской империи в Италии
- 202? — Наследники (в производстве)

#### Телеспектакли
- 1968 — Поэма о топоре (фильм-спектакль) — Имагуха
- 1973 — Село Степанчиково и его обитатели (телеспектакль) — Павел Семёнович
- 1975 — Дома вдовца (фильм-спектакль) — Ликчиз
- 1997 — Звёздная ночь в Камергерском (телеспектакль) — вор, бывший одноклассник офицера милиции

#### Озвучивание мультфильмов
1. 1977 — Шёлковая кисточка — Телдекпей
2. 1980 — Ночь рождения

### Режиссёрские работы
- 1985 — Миллион в брачной корзине
- 1987 — Избранник судьбы
- 1990 — Аферисты
- 1991 — Блуждающие звёзды
- 1991 — Линия смерти
- 1993 — Кодекс бесчестия
- 1993 — Приговор
- 2001 — Люди и тени. Секреты кукольного театра
- 2004 — 2007 — Опера. Хроники убойного отдела
- 2004 — Не все кошки серы
- 2010 — Полиция Хоккайдо. Русский отдел

#### Телеспектакли
- 1972 — День за днём (многосерийный телеспектакль)
- 1972 — В одном микрорайоне (многосерийный телеспектакль)
- 1978 — Сладкоголосая птица юности (телеспектакль)
- 1980 — Мятеж (телеспектакль)
- 1984 — Волоколамское шоссе (телеспектакль)

### Сценарные работы
- 1985 — Миллион в брачной корзине
- 1987 — Избранник судьбы
- 1993 — Кодекс бесчестия

## Аудиосказки (запись грампластинок)
1. 1968 — «Кот в сапогах» — Кот
2. 1970 — «Рикки-Тикки-Тави» — Рикки-Тикки-Тави, мангуст
3. 1970 — «Почему заяц спит с открытыми глазами» — Заяц
4. 1976 — «Алиса в стране чудес» — Белый Кролик
5. 1977 — «По щучьему велению» — средний брат